# Yseult (chanteuse)
Pour les articles homonymes, voir Yseult.
Yseult Onguenet, simplement dite Yseult, est une auteure-compositrice-interprète et mannequin française, née le 19 août 1994 à Tergnier, dans l'Aisne.
Elle se fait connaître du grand public en 2013 lors de la saison 10 du télé-crochet Nouvelle Star. Elle publie en 2014 un album homonyme chez Polydor avant de créer son propre label en 2019, Y.Y.Y.
En 2021, Yseult remporte la Victoire de la révélation féminine pour sa chanson Corps lors de la 36e cérémonie des Victoires de la musique.
En juillet 2024, avec la chanson Alibi (en) en collaboration avec les artistes Sevdaliza et Pabllo Vittar, elle devient la première femme française noire (ainsi que la première femme francophone depuis Jane Birkin en 1970) à entrer dans le classement américain Billboard 200 et l'artiste francophone féminine la plus écoutée sur Spotify avec plus de 3 millions d'écoutes quotidiennes et plus de 20 millions d'auditeurs mensuels.
Yseult assure le final de la cérémonie de clôture des Jeux olympiques d'été de 2024 au Stade de France en interprétant My Way.

## Biographie
Yseult Onguenet naît le 19 août 1994 à Tergnier (ex-Quessy exactement), dans l'Aisne,. Son père est cadre de l'entreprise Land Rover.

### Nouvelle Star2014
Yseult passe de nombreuses auditions malgré l'interdiction venant de son père de faire de la musique. Elle est retenue pour assurer les chœurs du groupe Hushh de My Major Company. En 2013, elle passe à Paris l'audition du télé-crochet Nouvelle Star (saison 10), qui la révèle au grand public.
Ses interprétations de Papaoutai, Roar ou encore Feeling Good sont remarquées et la propulsent en finale, remportée par Mathieu Saïkaly.
Un mois après la fin de l'émission, Yseult entre en studio pour préparer son premier album. Signant chez Polydor, elle s'entoure entre autres de Da Silva et Fred Fortuny pour la réalisation ainsi que de Perrick Devin pour la production. En parallèle, elle collabore avec la chanteuse Maurane pour des duos sur son nouvel album Ouvre et participe à la bande originale du biopic sur James Brown produit par Mick Jagger, Get on Up, sur laquelle elle reprend It's a Man's World. Elle interprète aussi une reprise de La Mamma sur l'album collectif Aznavour, sa jeunesse.
Début septembre 2014, Yseult présente son premier single, La Vague, ainsi que son clip. En 2019, elle avoue lors de l'émission Clique Talk qu'elle n'aime pas cet album, considérant qu'il ne lui ressemble pas. Cet échec lui fait traverser une dépression au sortir de laquelle elle décide de rompre son contrat avec Polydor et de lancer son propre label indépendant : Y.Y.Y.,, renommé I HAVE NO FUCKING IDEA en décembre 2022.

### Y-trap (2019-présent)
Yseult qualifie son style d'« Y-trap », mêlant ambiances planantes et écriture brute. Elle s'associe notamment à Dinos, Jok'Air, Laylow ou PLK aux influences plus urbaines.
Son style et son phrasé s'élaborent à l'occasion de collaborations avec des artistes tels que The Black Eyed Peas ou Jenifer. Elle participe à l'écriture du single de Chimène Badi Là-Haut, présenté à Destination Eurovision 2019.
L'artiste sort son single Rien à prouver écrit et composé avec Eugénie et Wladimir Pariente. Yseult se produit également en première partie d'Angèle.
Elle s'affirme également dans l'univers de la mode, grâce à une première collaboration avec la marque londonienne ASOS qui l'a choisie pour être mannequin officiel lors de campagnes publicitaires promouvant la diversité et l'acceptation de soi.

### Création de Y.Y.Y
En 2019, Yseult crée son propre label indépendant Y.Y.Y et officialise son retour lors d'un concert à La Boule noire le 12 février 2019. Fin octobre 2019, elle publie un nouvel EP de quatre titres intitulé Noir.
En 2020, le clip du titre Corps, chanson autobiographique, franchi 1,4 million de vues sur YouTube (plus de 30 millions en décembre 2024). Le 20 novembre 2020, elle publie son troisième EP, Brut, de 6 titres. La même année, elle interprète cette chanson au Festival des festivals,.
Le 11 janvier 2021, Yseult est nommée dans la catégorie révélations féminines de l'année, et sa chanson Corps dans la catégorie chanson originale des 36e Victoires de la musique, cette dernière catégorie étant soumise au vote du public. Le 12 février 2021, elle est désignée révélation féminine de l'année lors de cette cérémonie.
En 2022, elle est membre du jury de l'émission Eurovision France, c'est vous qui décidez ! durant laquelle elle manifeste son désaccord avec la chanteuse Nicoletta concernant la prestation d'un candidat. Son comportement a suscité de nombreuses critiques de la part des internautes sur les réseaux sociaux. Beaucoup lui ont reproché son manque de respect envers cette dernière, de 50 ans son aînée et célébrité à la carrière internationale.
Yseult rejoint l'artiste nigérian Rema sur la scène de l'Olympia en octobre 2022 pour interpréter leurs collaboration WINE, cumulant plus de 8,8 millions d'écoutes sur Spotify en 2024.
Elle publie son deuxième album LP, Mental, le 20 septembre 2024.

### Alibiavec Sevdaliza et Pabllo Vittar
Le 28 juin 2024, Yseult rejoint la chanteuse néerlando-iranienne Sevdaliza et la drag queen brésilienne Pabllo Vittar sur le titre Alibi (en).
Avec cette chanson, en juillet 2024, Yseult détrône Aya Nakamura en devenant l'artiste francophone féminine la plus écoutée sur Spotify avec plus de 3 millions d'écoutes quotidiennes,, et la première femme française noire ainsi que la première femme francophone depuis Jane Birkin en 1970 à entrer dans le classement américain Billboard 200,.

### Jeux olympiques 2024
Le 11 août 2024, Yseult interprète My Way lors de la cérémonie de clôture des Jeux olympiques d'été de 2024 devant près de 80 000 personnes au Stade de France et 17,1 millions de téléspectateurs sur France 2.
Pour l'occasion, elle est habillée par la maison de couture Dior.

## Style musical
Le chant d'Yseult est caractérisé par une voix puissante qu'elle utilise avec beaucoup de nuances, « tantôt fêlée, tantôt limpide ».
Yseult utilise la musique électronique, et s'inspire en particulier de la trap, notamment dans l'album Noir. Yseult qualifie son style de « Y-trap », mêlant une écriture percutante issue de la tradition de la variété française et les ambiances planantes de la trap.

## Thématiques
Dans ses chansons, Yseult exprime à la fois la combativité, l'indépendance et la vulnérabilité, en particulier face au sentiment amoureux.
Dans l'album Brut, Yseult explore les nuances et la complexité de la sexualité et du sentiment amoureux.
L'album Mental est l'expression de sept états psychologiques qu’elle a traversés : le doute, la frustration, le désespoir, la colère, la résilience, la fierté et la joie.

## Mannequinat
Yseult devient l'une des égéries L'Oréal à partir de juin 2021. Elle défile pour eux lors de la fashion week de Paris 2023. Elle a défilé pour plusieurs autres créateurs lors de cette même fashion week, notamment pour Alexander McQueen, Marine Serre et Balenciaga.
Lors de la Fashion week de Paris 2024, elle défile à nouveau pour L'Oréal.

## Prises de position
Lors de la 36e cérémonie des Victoires de la musique, elle dénonce les difficultés auxquelles font face les personnes comme elle : « Le chemin est long en tant que femme grosse. En tant que femme oubliée de la société, oubliée de la culture. Nous y sommes. […] Notre colère est légitime, et j'aimerais que, ce soir, toute la France l'entende […]. C'est une victoire, pas que pour moi, mais c'est une victoire pour mes frères et pour mes sœurs. Pour notre liberté et notre indépendance. Nous sommes allés arracher cette place, nous la méritons. »
Après un entretien avec Le Monde, elle dénonce un traitement visant à lui nuire. Le Figaro présente alors la chanteuse comme une « offensée permanente ».

## Discographie

### Singles
| Titre                               | Année | Album  | Certification |
| ----------------------------------- | ----- | ------ | ------------- |
| La vague                            | 2014  | Yseult |               |
| Bye Bye Bye                         | 2014  | Yseult |               |
| Pour l'impossible                   | 2014  | Yseult |               |
| Summer Love (Mico C Remix)          | 2015  | Yseult |               |
| Heart of Glass                      | 2017  | -      |               |
| Rien à prouver                      | 2019  | Noir   |               |
| Diego                               | 2019  | Rouge  |               |
| Rouge                               | 2019  | Rouge  |               |
| Trop peu de temps - Souvenirs d'été | 2019  | -      |               |
| Noir                                | 2019  | Noir   |               |
| Corps                               | 2019  | Noir   | Diamant       |
| Bad Boy                             | 2020  | Brut   |               |
| Indélébile                          | 2020  | Brut   | Or            |
| I Love You                          | 2022  | -      |               |
| Perdue                              | 2023  | -      |               |
| Suicide                             | 2024  | Mental |               |
| Bitch You Could Never               | 2024  | Mental |               |

### Collaborations
Participations :
- 2014 : À part être de Maurane
- 2018 : Helsinki de Dinos
- 2019 : Brutaal de Zwangere Guy avec Blu Samu
- 2019 : Laisse aller de Lord Esperanza
- 2019 : Nos souvenirs de Jok'Air avec Chilla
- 2019 : Nudes de Claire Laffut
- 2020 : Morceaux de toi de Malory
- 2021 : Mélange de Ichon
- 2021 : Pause x Kiss clip avec Eddy de Pretto[41]
- 2022 : Wine de Rema
- 2022 : Catcheur de Disiz
- 2022 : Te amo de Ria Sean
- 2023 : Lost Child de Puggy
- 2024 : Blue de S.Pri Noir
- 2024 : Alibi (en) de Sevdaliza avec Pabllo Vittar
- 2024 : BELIEVER de Kanye West et Ty Dolla Sign
- 2024 : FUCK ME de Shygirl
- 2024 : Le temps de amants de Àngel Villoldo et Pablo Agüero
- 2025 : Move de Banks

### Tournées
- 2021 : YTOUR
- 2025 - 2026 : MENTAL TOUR

## Filmographie

### Télévision
Séries
- 2021 : Fugueuse de Jérôme Cornuau : elle-même (épisode 2)

### Cinéma
- 2022 : Hawa de Maïmouna Doucouré : elle-même
- 2024 : Saint-Ex de Pablo Agüero : la chanteuse et danseuse de cabaret

## Récompenses
Lors de la cérémonie des Victoires de la musique 2021, elle est nommée dans la catégorie Chanson originale, avec son titre Corps et elle remporte la Victoire de la révélation féminine.